# Divize C 2007/2008
V soubojích 43. ročníku České divize C 2005/06 se utkalo 16 týmů dvoukolovým systémem podzim - jaro. Tento ročník začal v srpnu 2007 a skončil v červnu 2008.

## Nové týmy v sezoně 2007/08
Z ČFL 2006/07 sestoupilo mužstvo FC Hradec Králové „B“ a také TJ Sokol Ovčáry, které se nepřihlásilo do této soutěže. Z krajských přeborů postoupila vítězná mužstva ročníku 2005/06: SK Převýšov z Královéhradeckého přeboru, SK Holice z Pardubického přeboru a FK Pěnčín-Turnov z Libereckého přeboru a také SK Union Čelákovice, který získal licenci od vítěze Středočeského přeboru FK Slavoj Stará Boleslav. Do divize B bylo přeřazeno mužstvo SK Český Brod.

## Kluby podle přeborů
- Královéhradecký (6): SK Týniště nad Orlicí, TJ Dvůr Králové nad Labem, TJ Slavoj Předměřice nad Labem, FK Trutnov, SK Převýšov, FC Hradec Králové „B“.
- Pardubický (4): FK Agria Choceň, SK Holice, FK Tesla Pardubice, AFK Chrudim.
- Liberecký (2): SK Hlavice, FK Pěnčín-Turnov.
- Středočeský (4): TJ Sokol Ovčáry, FC Velim, FK Dobrovice, SK Union Čelákovice.

## Výsledná tabulka
| Poř. | Tým                            | Z  | V  | R  | P  | VG | OG  | B  |
| ---- | ------------------------------ | -- | -- | -- | -- | -- | --- | -- |
| 1.   | SK Hlavice                     | 30 | 21 | 3  | 6  | 65 | 21  | 66 |
| 2.   | TJ Sokol Ovčáry                | 30 | 16 | 8  | 6  | 57 | 28  | 56 |
| 3.   | TJ Dvůr Králové nad Labem      | 30 | 15 | 9  | 6  | 55 | 38  | 54 |
| 4.   | FK Tesla Pardubice             | 30 | 13 | 11 | 6  | 60 | 31  | 50 |
| 5.   | FC Velim                       | 30 | 15 | 4  | 11 | 50 | 35  | 49 |
| 6.   | FC Hradec Králové „B“          | 30 | 14 | 6  | 10 | 56 | 37  | 48 |
| 7.   | FK Pěnčín-Turnov               | 30 | 14 | 5  | 11 | 48 | 39  | 47 |
| 8.   | AFK Chrudim                    | 30 | 14 | 3  | 13 | 61 | 41  | 45 |
| 9.   | SK Převýšov                    | 30 | 11 | 9  | 10 | 33 | 33  | 42 |
| 10.  | SK Týniště nad Orlicí          | 30 | 11 | 7  | 12 | 40 | 48  | 40 |
| 11.  | SK Holice                      | 30 | 11 | 4  | 15 | 32 | 56  | 37 |
| 12.  | SK Union Čelákovice            | 30 | 9  | 7  | 14 | 51 | 44  | 34 |
| 13.  | FK Dobrovice                   | 30 | 9  | 7  | 14 | 34 | 41  | 34 |
| 14.  | FK Trutnov                     | 30 | 9  | 7  | 14 | 43 | 58  | 34 |
| 15.  | FK Agria Choceň                | 30 | 8  | 6  | 16 | 33 | 48  | 30 |
| 16.  | TJ Slavoj Předměřice nad Labem | 30 | 2  | 0  | 28 | 9  | 120 | 6  |

Poznámky:
- Z = Odehrané zápasy; V = Vítězství; R = Remízy; P = Prohry; VG = Vstřelené góly; OG = Obdržené góly; B = Body
- O pořadí klubů se stejným počtem bodů rozhodly vzájemné zápasy.

|  | Postup do ČFL 2008/09                           |
|  | Sestup do příslušného krajského přeboru 2008/09 |